# Mbogo
Mbogo este un oraș din districtul Rulindo, Provincia de Nord, Rwanda.